# Rozália téglagyár
A Rozália téglagyár egy magyarországi téglagyár, amelynek területe az eddigi működési ideje alatt részben Solymárhoz, részben Budapesthez tartozott. Jelentőségét az adja, hogy egyike annak a mindössze tíz magyarországi téglagyárnak, amelyben még a 2010-es években is folyik termelés, másrészt turisztikai szempontból is fontos létesítmény, mert kijelöli az Országos Kéktúra egyik szakaszának, a 14-esnek a vég-, és a következő 15-ösnek a kezdőpontját.

## Története
A téglagyárat 1880-ban Fried Zsigmond alapította, gőztéglagyárként. Közel másfél évszázadot átívelő működését az tette lehetővé, hogy a Solymári-völgy hosszában nagy mennyiségű kiscelli agyag található. Erre a nyersanyagkészletre alapozva az elmúlt évszázadok alatt több téglagyár is épült Óbuda, Solymár és Pilisborosjenő közigazgatási területén, ezek közül valószínűleg a Rozália téglagyár működési ideje fedi le a leghosszabb időszakot.
Alapításkori neve nem ismert, de elképzelhető, hogy már akkor a Rozália nevet kapta, a korabeli névadási szokásokat figyelembe véve feltehetőleg az alapító tulajdonos lányának, esetleg feleségének neve után. A solymári anyakönyvi adatokban 1890-ből ismert a téglagyár elnevezéseként a Rozália név legkorábbi említése, „Solmár határi Rozália téglagyár” formában; 1891-ben „a solymári határban létező, a solymári anyaegyházhoz fiók Rozália téglagyár” formában említi egy másik anyakönyvi adat. Hasonló forrásból (lányának születési bejegyzése alapján) ismert, hogy 1893-ban a gyárvezető a buda-újlaki születésű Penz Ferenc Antal volt. 1907-ben a gyár dolgozóinak létszáma már 400 és 600 között mozgott.
1895-ben a téglagyár közvetlen szomszédságában épült meg a Budapest–Esztergom-vasútvonal, ezért a gyár külön iparvágányt is kapott.  Ezt valószínűleg a 80-as évek végén, a 90-es évek elején szüntették meg. A 2000-es légifényképen (fentrol.hu) már nem látható.
Borovszky Samu e szavakkal mutatta be az üzemet az 1910-ben megjelent Pest-Pilis-Solt-Kiskun vármegye című könyvében:

„Fried Zsigmond 1880-ban alapította Solymáron a gőztégla és agyagáru gyárát. Gyárt tömör fali téglát. Különlegessége a burkolattégla és a fedélcserép. A gyár területe 320 000 m2 és 67 épületből áll. A hajtóerőt egy gőzgép és több villanymotor szolgálja. Munkások száma 250 - 620 között váltakozik és ezek közül 120 nő. Évi termelési képesség 15 millió tégla és cserép. Hazai piaca a főváros és környéke. A gyár munkástelepén saját iskolát tart fenn.”

– Borovszky Samu

1931-es adatok szerint az üzem elnevezése Budapestvidéki Gőztégla és Cserépgyár, igazgatója Szappanos Imre volt.
Az 1940-es évek derekán sok olyan munkás került ide, akik 1942 körül Erdélyből menekültek Magyarországra. Amikor a második világháborút és a felszabadítást követően Solymáron földosztásra kerülhetett sor, az összesen 71 házra és 93 hold földre beadott igénylések többsége ezektől a Rozália téglagyárban lakó erdélyi menekültek közül került ki.
1953 októberében a téglagyár és a hozzá tartozó agyagbánya területét Budapest III. kerületéhez csatolták. Ezt a gyár munkásai már 1948 óta többször is kérelmezték, többek között arra hivatkozva, hogy Budapesten nagyobb volt a jegyekre kapható élelmiszer-fejadag. A sors iróniája, hogy amire az átcsatolási határozatot kimondták, addigra a magyarországi jegyrendszer megszűnt. Ráadásul csak a gyár területe került a fővároshoz, a munkáslakások solymári közigazgatási területen maradtak. Így az a helyzet állt elő, hogy Solymár központja felől az ugyancsak solymári Rozália sor közúton csak úgy érhető el, hogy egy rövid szakaszon budapesti területen is át kell haladni. Az átcsatolás Solymárnak jelentős kárt okozott, hiszen a döntés alaposan meggyengítette a község pénzügyi helyzetét.
A téglagyár tulajdonosa a XX. század második felében a Budai Tégla- és Cserépipari Vállalat volt, amelynek ez lett a solymári I. számú téglagyára. (Az I. szám nyilván azért került a gyár nevébe, mert a vállalat az 1970-es években egy másik téglagyárat is nyitott Solymáron, a vasútállomás és a solymári vár közötti területen.) A Rozália téglagyár az 1980-as években jelentős rekonstrukción ment át, modernizálták és földgázüzeműre alakították át.
A privatizációt követően a Budai Tégla Rt. nevet vette fel, majd az 1990-es évektől a Wienerberger magyarországi leányvállalata üzemeltette a gyárat. Honlapjuk tanúsága szerint Solymári Téglagyár néven. Azon kevés magyarországi téglagyár közé tartozik, ahol az ezredfordulót követő évtizedekben is zajlott – illetve jelenleg is zajlik – a termelés.

## Régészeti vonatkozásai
A téglagyár területéről nem ismert konkrét régészeti lelet, de a közvetlen környezetéből több római kori és más korszakok kultúrájának maradványait őrző lelőhely is ismert. Ezek közül talán a legjelentősebb egy római kori sírkő, amelyet az agyagbányától mintegy 400-500 méterre fordított ki a földből egy traktoros 1970-ben, és amely meglehetős épségben őrződött meg, így megtalálása után azonnal a Magyar Nemzeti Múzeumba került. A téglagyárral dél felől szomszédos erdőrészben pedig egy római eredetűnek feltételezett kút és abból a korból származó cseréptöredékek kerültek elő, amik egy római kori villa egykori jelenlétét valószínűsítik.

## Turisztikai vonatkozásai
A gyártelep turisztikai szempontból azért fontos létesítmény, mert itt jelölték ki az Országos Kéktúra egyik szakaszhatárát. Itt ér véget ugyanis, a Csúcs-hegyről leereszkedve a túra 14,2 kilométer hosszúságú 14-es számú szakasza, és ettől a helytől számítódik a következő, 22,2 kilométeres, 15-ös számozású szakasz is, amely innen a Köves-bércen és a Kevélyek tömbjén át Dobogó-kő felé veszi útját.

## Képgaléria

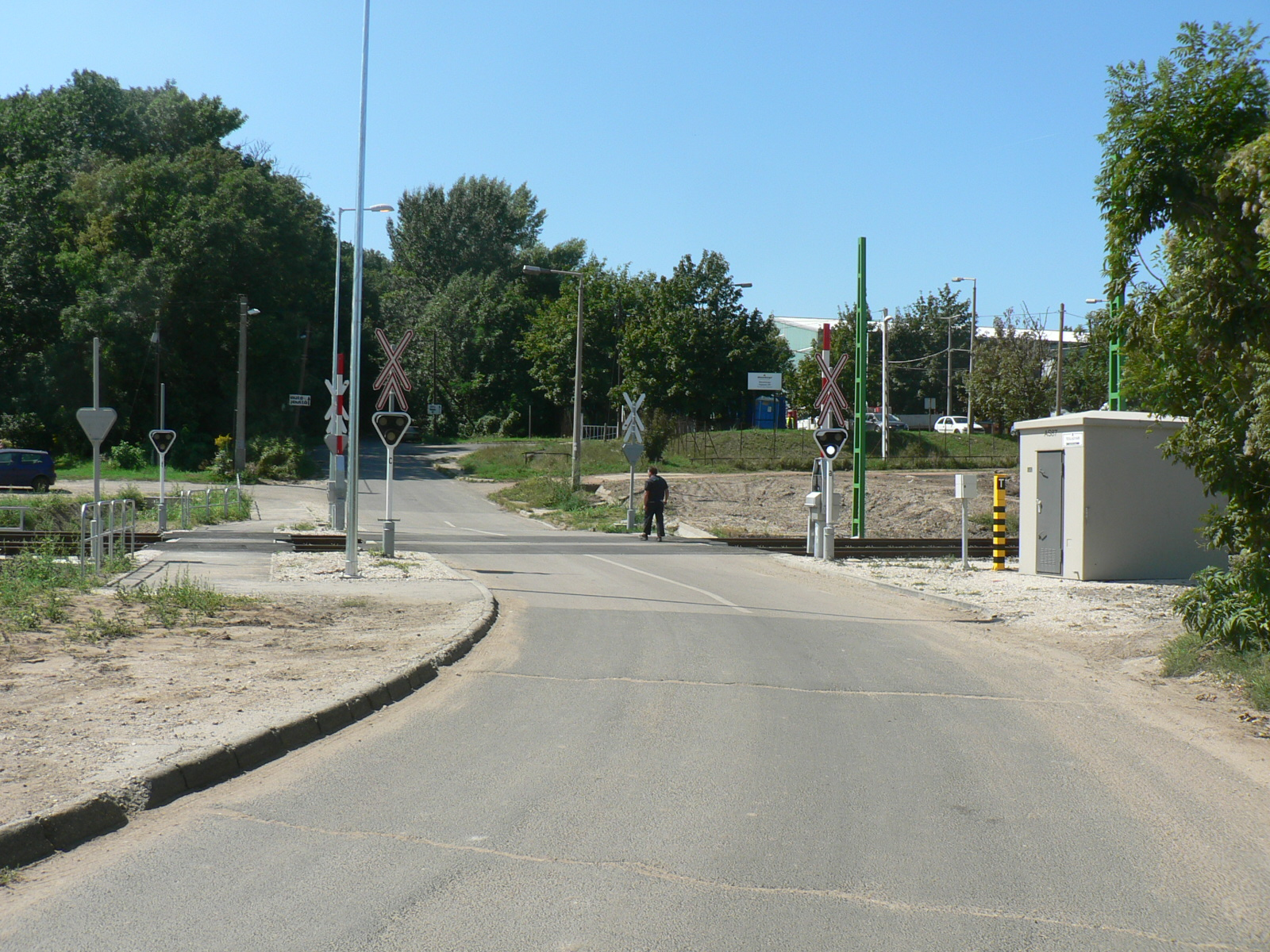
Az esztergomi vasútvonal és a téglagyárhoz vezető bekötőút sorompós kereszteződése
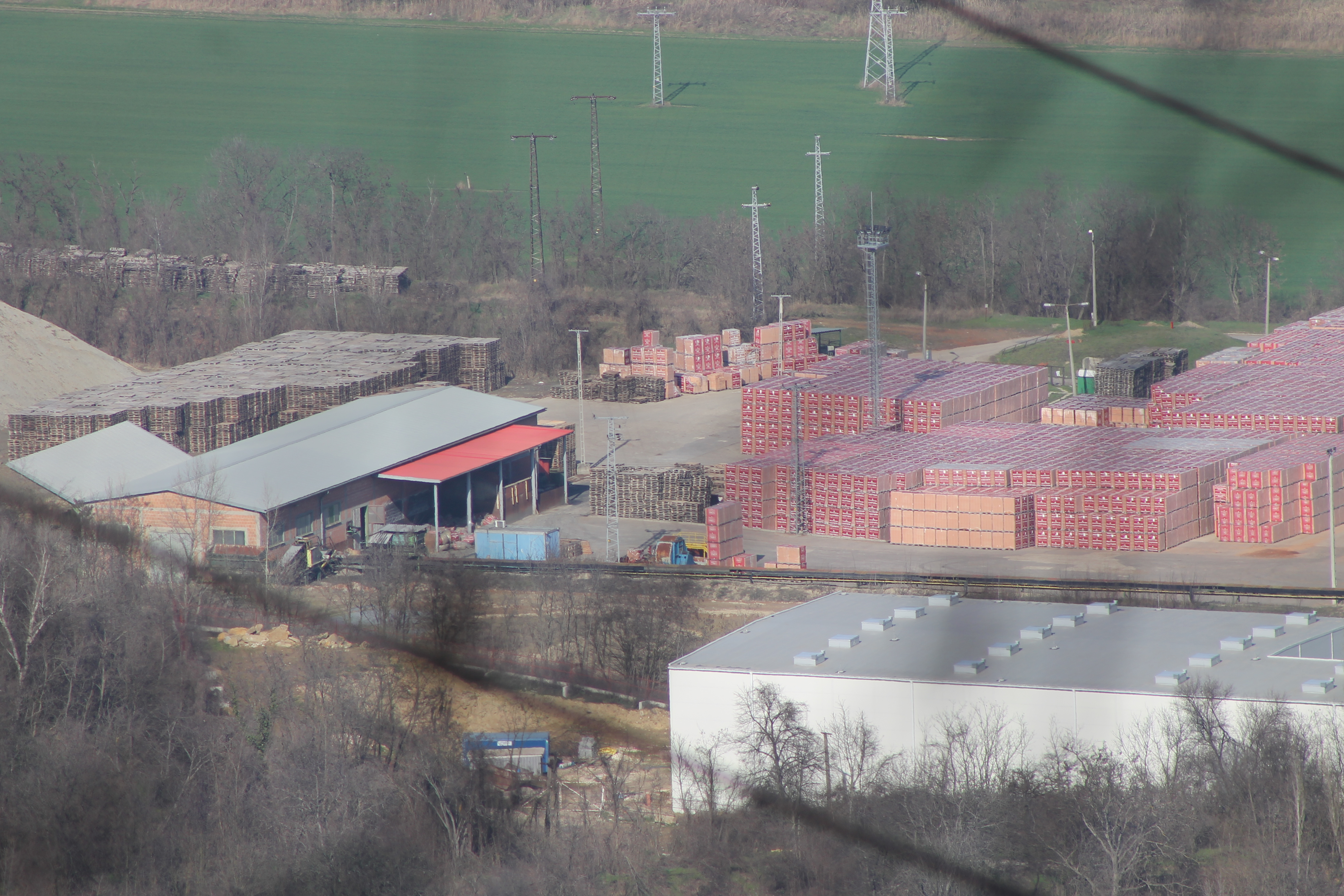
A téglagyár rakodási területének egy része a Csúcs-hegyről nézve
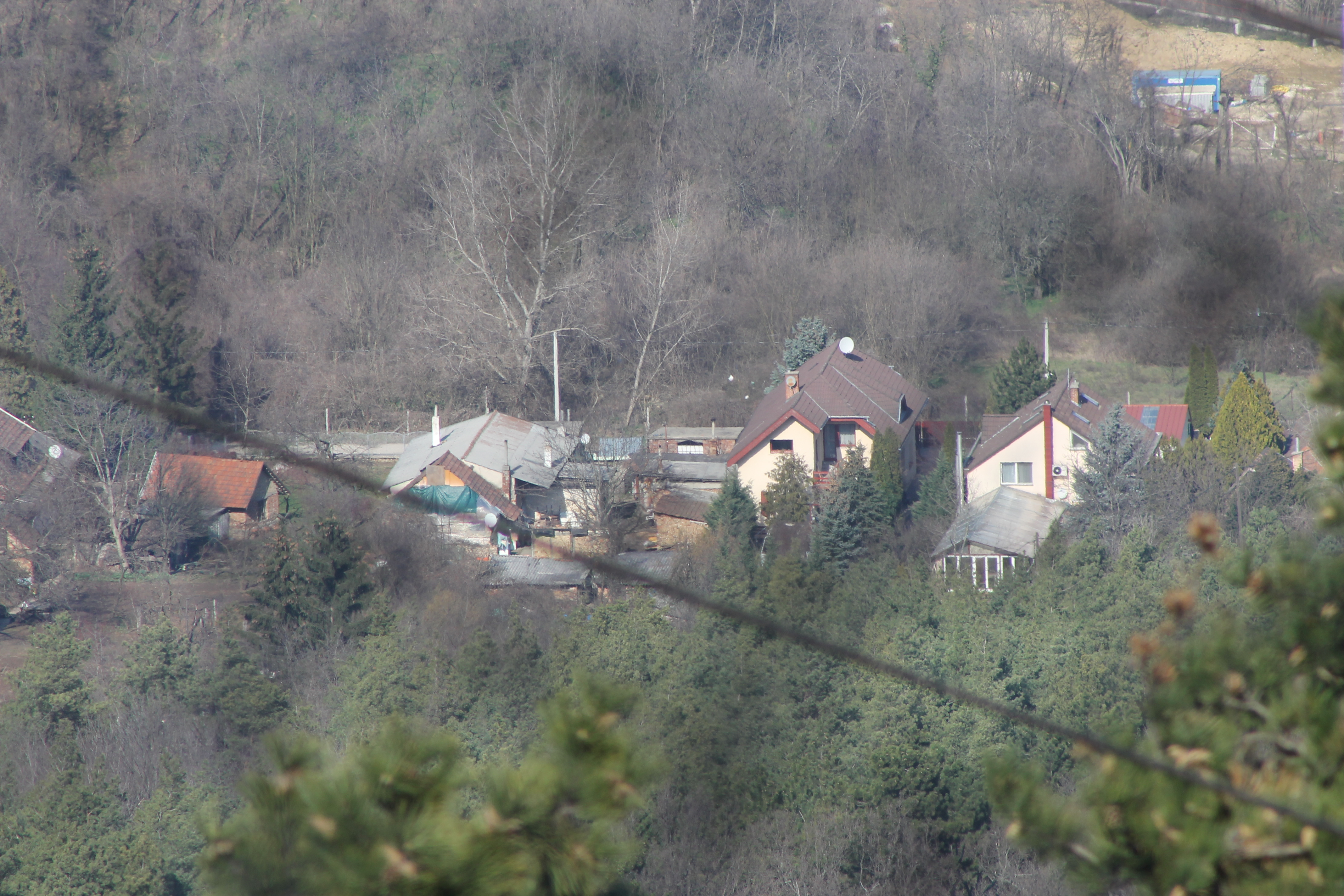
A Rozália sor házai a Csúcs-hegyről nézve
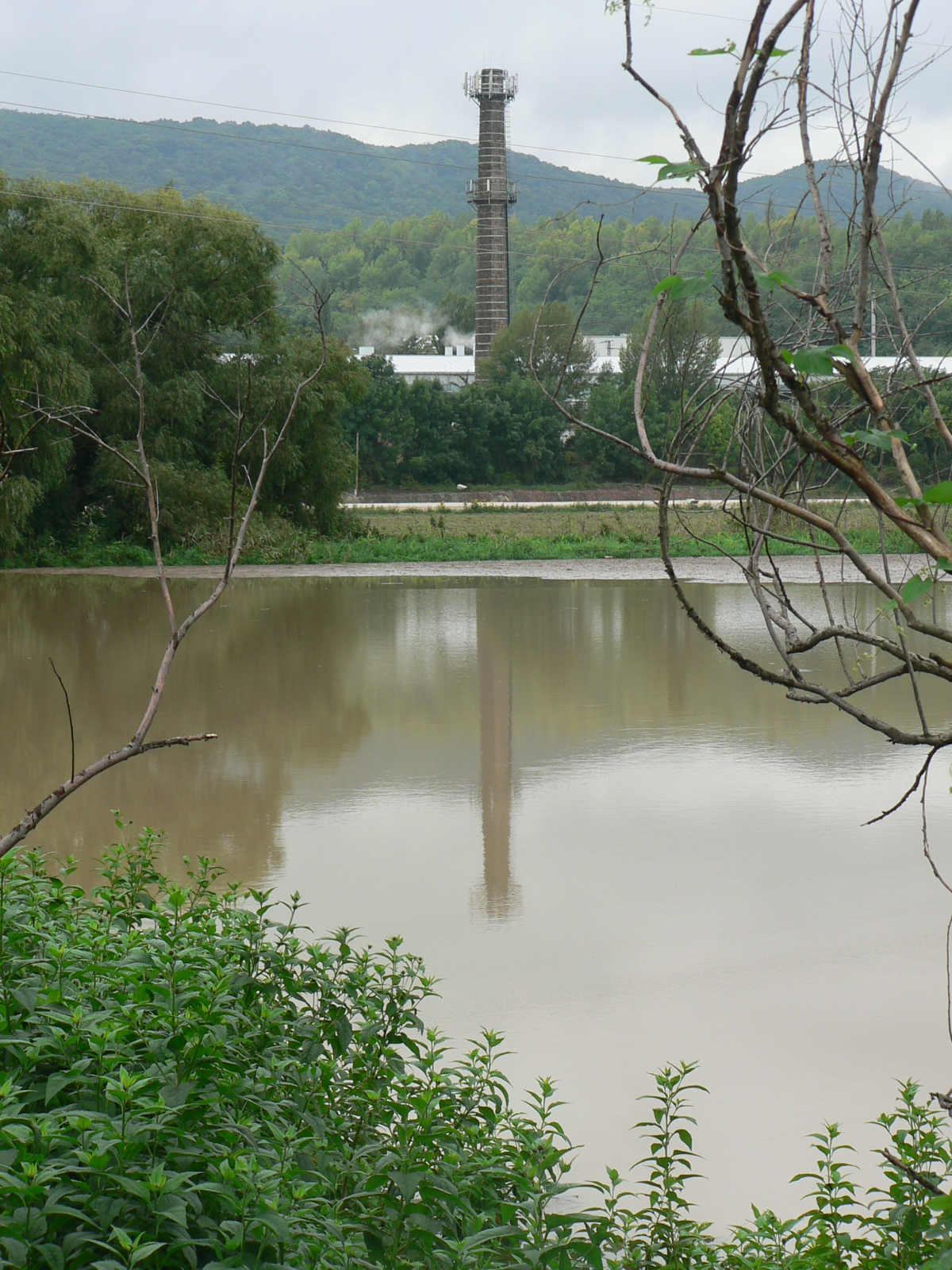
A téglagyár kéménye az Aranyhegyi-patak 2014 szeptemberi kiöntésekor
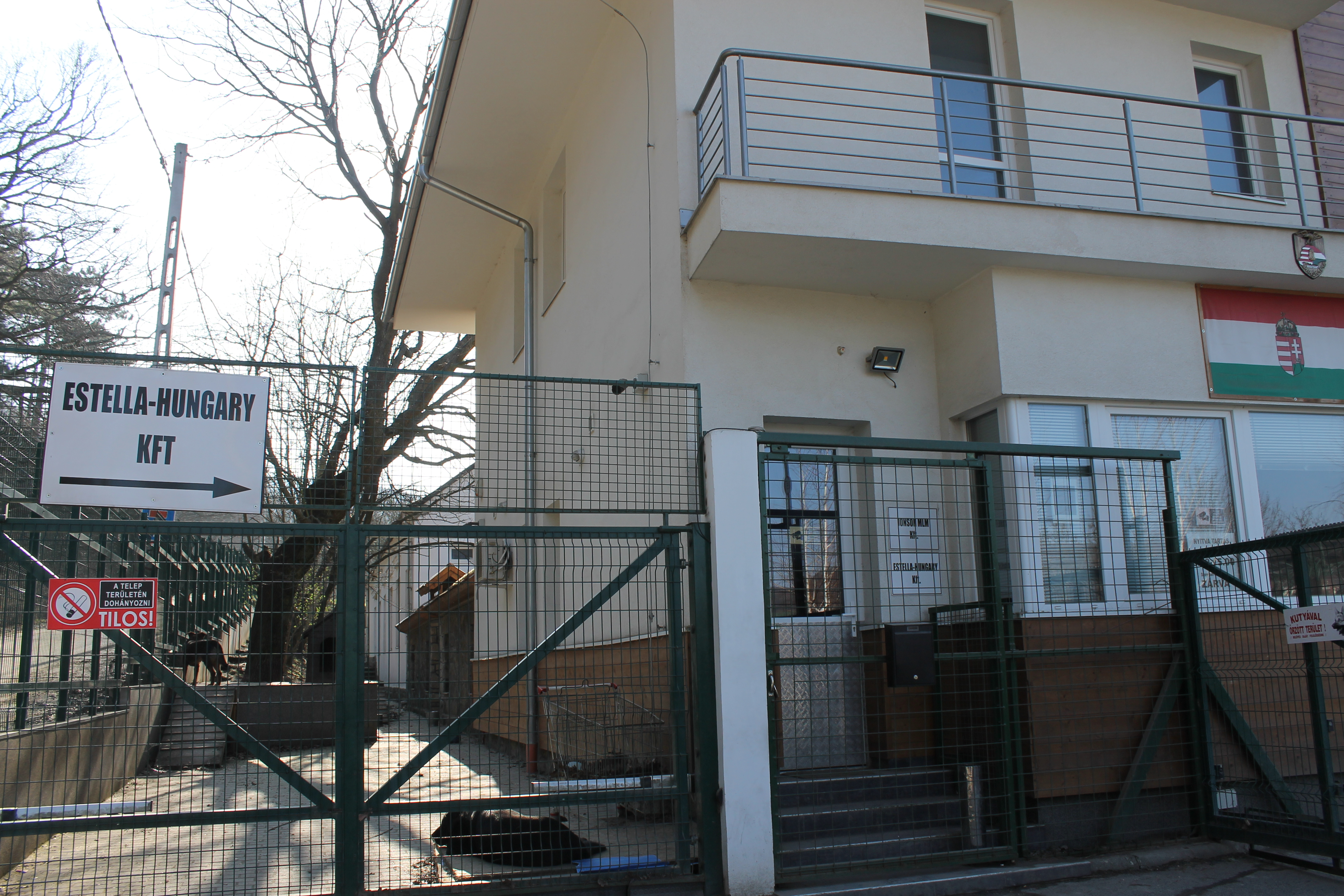
Ma már más cégekkel osztozik egykori területén a téglagyár